# القفال المروزي
أبُو بكر عبد الله بن أحمد بن عبد الله القفَّال المَرُوزِيُّ (327هـ/938م - 417هـ/1026م) المعروف بالقفال المروزي، والقفال الصغير، فقيه شافعي، شيخ طريقة الخراسانيين أو المراوزة في المذهب الشافعي.
ابتدأ طلب العلم على كبر السن، بعد أن اشتغل في عمل الأقفال حتى سن الثلاثين، ثم صار وحيد زمانه فقهاً وحفظاً وزهداً، وكان معتمد المذهب في بلاده، وله مؤلفات كثيرة وتخاريج جيدة، وإذا أطلق القفال في كتب الفقه فهو المقصود، إذا أرادوا القفال الشاشي أو الكبير قيدوه، والقفال الشاشي أكثر ذكراً في أصول الفقه والكلام والتفسير والحديث والجدل.
قال تاج الدين السبكي: كان القفال المروزي هذا من أعظم محاسن خراسان، إماماً كبيراً، وبحراً عميقاً، غوّاصاً على المعاني الدقيقة، نقيَّ القريحة ثاقبَ الفهم عظيمَ المحل كبيرَ الشأن دقيقَ النظر عديمَ النظير فارساً لا يُشق غبارُه ولا تُلحق آثارُه بطلاً لا يصطلي له بنار أسداً ما بين يديه لواقف إلا الفرار.
ومن مصنفاته: «شرح فروع ابن الحداد المصري» في الفقه، تفقه عليه جماعة، وعاش تسعين سنة، وتوفي بسجستان.